# Фатми, Мунир
Мунир Фатми (1970, Танжер, Марокко)— марокканский художник. Он живёт и работает между Парижем и Танжером.

## биография
Мунир Фатми — визуальный художник, который работает с инсталляциями, видео, живописью, коллажем, скульптурой и исполнением.
В своих работах он использует в основном устаревшие и устаревшие технологические материалы, такие как старые видеокассеты, антенные кабели, материалы, относящиеся к языку, прошлое, к памяти.

## Карьера
Работа Мунира Фатми была выставлена в музеях, художественных галереях и фестивалях в Европе, США, Африке и Азии.
Он участвовал в нескольких Биеннале современного искусства, в том числе 52-й и 57-й Венецианской биеннале, 5-й и 7-й Дакарской биеннале, 10-й Лионской биеннале и 7-й Биеннале архитектуры в Шэньчжэне..
Он выиграл несколько призов, в том числе «Prix de la Biennale du Caire» и Гран-при Léopold Sedar Senghor во время 7-й Дакарской биеннале.
В 2013 году его работа была выбрана для премии Виктория Джамиль и Музея Альберта в Лондоне.
В 2017 году Мунир Фатми становится частью Луврской коллекции в Абу-Даби

## Публикации

### Digitale bøger
- The Missing Show: mounir fatmi, SF Publishing (2018),
- The Pretext, SF Publishing (2017),
- Survival Signs, Studio Fatmi (2017),
- Ceci n’est pas un blasphème, Inculte — Dernière Marge (2015)

## Газетные статьи
Blaire Dessent, Mounir Fatmi — Archaeology of Materials, TL Magazine, September 23rd, 2018, https://tlmagazine.com/mounir-fatmi-archaeology-of-materials/
Tarek Elhaik, Cogitation, Cultural Anthropology, April 3rd, 2018, https://culanth.org/fieldsights/1330-cogitation
Mounir Fatmi 7 Sep - 21 Oct 2017 at the Jane Lombard Gallery in New York, United States, Wall Street International Art, September 12th, 2017,

## Связи

### Официальный сайт
www.mounirfatmi.com

### Галереи
- Ceysson&Benetiere
- Art Front Gallery
- Мунир Фатми // Goodman Gallery
- Jane Lombard Gallery
- Shoshana Wayne
- Galerie Conrads
- Analix Forever
- Officine dell’Immagine Архивная копия от 7 ноября 2018 на Wayback Machine